# Владимир Поп-Томов
Владимир Поп-Томов (Белица, 27. јануар 1890 — Софија, 1. мај 1952) био је бугарски и македонски револуционар, политичар, правник, публициста и новинар.

## Биографија
Рођен је 1890. године у Белици (Пиринска Македонија). Завршио је педагошку школу у Серу 1911, а 1912. је постао члан Бугарске социјалдемократске партије (тесни социјалисти). Током Првог светског рата служио је као потпоручник у бугарској војсци.
Након пропасти комунистичког Септембарског устанка у Бугарској 1923. године, емигрирао је у Југославију, а 1924. у Бугарској осуђен на смрт у одсуству. Године 1925. био је један од оснивача ВМРО (уједињене) и њен политички секретар, те главни уредник листа „Македонско дело“ до 1933. године.
Отишао је у Москву 1934, где је постао члан Свесавезне комунистичке партије (бољшевика). У Бугарској је у одсуству 1936. осуђен на 12.5 година затвора.
Поп-Томов је 1943, заједно с Димитром Влаховим, из македонског националног корпуса био предложен за члана Президијума АВНОЈ-а, али је, за разлику од Влахова, одбио понуду.
Вратио се у Бугарску 1944. и постао члан Централног комитета и Политбироа БКП. Био је главни уредник листа „Работничко дело“, органа БКП. Определио се за Резолуцију Информбироа, прихвативши званично стајалиште БКП о македонском националном питању.
Од 1949. до 1950. био је министар спољних послова Бугарске, а од 1940. до смрти 1952. године потпредседник Савета министара Бугарске.